# Dreamgirls (musical)
Dreamgirls es un musical de Broadway de 1981. Fue musicalizado por Henry Krieger y guionizado por Tom Eyen.

## Resumen

### Acto I: Los 60s
En 1962, cuando Dreamettes —un grupo de chicas de Chicago formado por Effie White, Deena Jones y Lorrell Robinson— participan en un concurso para estudiantes de primer año en el Teatro Apolo, el espacio de música negra más famoso en la ciudad de Nueva York (I'm Lookin' for Something, Goin' Downtown, Takin' the Long Way Home). En la competencia, las Dreamettes interpretan la canción Move (You're Steppin 'On My Heart), escrita por el hermano de Effie, C.C., que las acompañó a Nueva York. A pesar de no ganar el concurso, entre bastidores, las chicas y C.C. conocen a Curtis Taylor Jr., un concesionario de coches que se ofrece como el mánager de las Dreamettes. 
Curtis convence a James (Jimmy) «Thunder» Early —una popular estrella de la música R&B— y a su mánager, Marty Madison, para dejar que las Dreamettes sean las cantantes de fondo (coros) para las canciones de Jimmy —similar a los Raelettes, respaldando las voces de Ray Carlos y los Ikettes, coros Ike y Tina Turner—. Aunque Jimmy y las Dreamettes logran tener éxito en su primera aparición juntos (Fake your Way to the Top), Jimmy está desesperado por nuevo repertorio. El ambicioso Curtis le sugiere a Jimmy que deben aventurarse en el mercado de la música pop y dejar al público tradicional de R&B, lo cual molesta a Marty. C.C. escribe Cadillac Car, Jimmy y las Dreamettes se van de gira (Cadillac Car (Reprise)), graban la canción y logra ser un éxito moderado (Cadillac Car (Second Reprise)), pero un grupo blanco, Dave y las Sweethearts, hace un cover con gran éxito en la radio (Cadillac Car (Third Reprise)). 
Furiosos por la usurpación de Cadillac Car, Curtis, C.C., Jimmy y Wayne —el productor de Jimmy— deciden sobornar a los DJs de todo el país para promocionar el próximo sencillo de Jimmy y las Dreamettes, Step into the Bad Side, el cual se convierte en un hit enorme. Tras su gran éxito, Curtis intenta convencer a Marty para llevar a Jimmy al Atlantic Hotel de Miami —un lugar que no acepta artistas negros—, pero Marty, furioso, le ordena Curtis que deje en paz a su cliente. Durante la fiesta de cumpleaños de Lorrell, Curtis llama al director del Atlantic Hotel diciendo que él es el mánager de Jimmy y consigue una presentación en el hotel. Para esto, Jimmy —un hombre casado— ha empezado una relación con Lorrell y Effie, con Curtis (Party, Party). 
En Miami, Jimmy y las Dreamettes interpretan una canción con un estilo más «blanco» (I Want You, Baby). Luego, en los vestidores, Curtis les revela a las chicas que tendrán su propio grupo; se llamarán las Dreams. Sin embargo, Deena es escogida como la vocalista, lo cual enfurece a Effie —quien solía ser la principal—. Curtis le dice a Effie que Deena tiene una voz y un cuerpo que les ayudarán a tener más fama y C.C. termina convenciendo a Effie de «hacer su parte» (Family). Al mismo tiempo, Marty, al ver que Curtis está usando a las chicas y a Jimmy, renuncia, dejando a Curtis como el mánager de Jimmy. 
Las Dreams hacen su debut en Cleveland (Dreamgirls) y, tras su presentación, Curtis le promete a Deena que «la convertirá en la mujer más famosa que jamás vivió», mientras Effie se siente resentida (Press Conference / Only the Beginning) y empieza a creer que Deena y Curtis podrían estar teniendo un amorío.
Durante los siguientes años, Effie empieza a ser impredecible y molesta para el grupo al sabotear a las Dreams: se sale de los shows (Heavy), canta versos que no son suyos, (Heavy (Reprise)), se pierde ensayos, etc., mientras pelea con Deena por «robarle sus sueños y su hombre»; Lorrell intenta mantener la paz entre ellas, pero esta tarea resulta imposible de llevar a cabo.
Para 1967, el grupo —ahora llamado «Deena Jones y las Dreams»— está por debutar en las Vegas; Jimmy pasa a visitar a las chicas (Drivin' Down the Strip). Resulta que, por las actitudes de Effie, Curtis ha contratado a una cantante de Los Ángeles, Michelle Morris, como el remplazo de Effie. Sorprendentemente, ella se presenta para ensayar, a pesar de que no había podido por una «enfermedad». Ahí, descubre que la han reemplazado y que todos están molestos con ella por sus actitudes (It's All Over). Effie le ruega a Curtis que no la abandone, pero, a pesar de sus esfuerzos (And I Am Telling You I'm Not Going), se ve obligada a abandonar al grupo mientras tienen éxito sin ella (Love, Love You, Baby!).

### Acto II: Los 70s
Ya en 1972, Deena Jones y las Dreams se han convertido en el grupo femenino más exitoso de Estados Unidos, y regresan a Las Vegas de una gira, en donde cantan muchos de sus temas (Dreams' Medley). Deena se ha casado con Curtis, C.C. está en una relación con Michelle y Jimmy aún no oficializa su relación con Lorrell, a disgusto de ella. A pesar de ser una estrella internacional, Deena ya no está interesada en su carrera musical: quiere ser actriz. También, Jimmy está desesperado por un nuevo hit que reviva su carrera. Luego del show en Las Vegas, la prensa confronta a las integrantes del grupo, a Curtis y a C.C. sobre Effie, ya que creen que el grupo acabó con su carrera como solista (Press Conference (Reprise)).
En cuanto a Effie, ella volvió a Chicago. Resulta que la «enfermedad» de Effie era un embarazo y dio a luz a una niña que llamó Magic y la crio como madre soltera. Actualmente, Effie intenta una carrera en solitario, con Marty siendo su mánager y su apoyo para recuperar su confianza. Sin embargo, Effie sigue con sus delirios de diva y esto molesta a Marty. A pesar de todo, Effie logra hacer un comeback en un club nocturno (I Am Changing).
Durante una sesión de fotos para la revista Vogue (One More Picture, Please), C.C. y Curtis conversan sobre One Night Only, una balada romántica que C.C. compuso para el grupo y que Curtis modificó para su «nuevo género». C.C se convierte en otra de las personas cuya vida se ve afectada por Curtis. También, Deena vuelve a hablar con Curtis sobre su carrera actoral, causando una discusión entre ellos sobre el destino de Deena —en la que Curtis se muestra muy tóxico y manipulador— (When I First Saw You). 
Durante un concierto de recaudación de fondos (Got to Be Good Times), en el que tanto Jimmy como Deena Jones y las Dreams se presentarán, Lorrell discute con Jimmy sobre su relación y sobre si se casarán o no (Ain't No Party), pero Jimmy vuelve a romperle el corazón a Lorrell al huir del compromiso. Durante la interpretación de Jimmy (I Meant You No Harm), Deena y Lorrell discuten sobre sus problemas con sus respectivos amantes y Michelle y C.C., sobre la presión que Curtis ejerce sobre él. Michelle convence a C.C. de que busque a su hermana y se disculpe con ella (Quintette). Jimmy, diciendo que «ya no puede cantar más canciones tristes», interrumpe su tema e improvisa un rap funk y alocado en el que termina por bajarse los pantalones y humillarse en público (The Rap). Luego de la presentación, Curtis lo despide por su comportamiento y Lorrell, en vista de que Jimmy no se casará con ella, lo deja. Jimmy desaparece del ojo público, negándose a rogarle a Curtis (Firing of Jimmy).
C.C., con la ayuda de Marty, se reconcilia con Effie y la convence de cantar su canción (I Miss You, Old Friend), a lo que Effie acepta encantada. Effie graba One Night Only y es un éxito ascendente. Curtis lo nota y saca cuanto antes la versión de Deena Jones y las Dreams (One Night Only (Disco Version)). Durante su show en Los Ángeles, cada integrante del grupo reflexiona sobre sus sueños: Deena quiere convertirse en actriz, Lorrell quiere olvidar a Jimmy y Michelle quiere casarse con C.C. Es ahí cuando todas cantan que «tienen otras cosas más importantes que cantar en sus mentes».
La versión del grupo opaca a la de Effie. C.C. y Marty descubren el plan de Curtis y lo enfrentan durante un concierto en Chicago (I'm Somebody), amenazando con utilizar recursos legales contra él. Mientras Curtis se reúne con el abogado de Effie, Deena y Effie hacen las paces y esta última le dice que se embarazó de Curtis y que él no lo sabe. Effie le demuestra a Curtis que estaba equivocado con ella (Effie White's Gonna Win) y Deena encuentra el coraje para dejarlo. Curtis termina por admitir que la grabación de Effie es la más exitosa de todo el país y, al ver que Deena está segura de dejar a las Dreams, dice que la última presentación del grupo será en Nueva York (You Are my Dream).
Deena, Lorrell y Michelle se reúnen para su último concierto como grupo (Hard to Say "Goodbye," My Love) y, con Effie, las cuatro Dreams cantan Dreamgirls por última vez, preparadas para hacer sus sueños realidad.

## Elenco original de Broadway
- Jennifer Holliday - Effie White
- Sheryl Lee Ralph - Deena Jones
- Loretta Devine - Lorrell Robinson
- Ben Harney - Curtis Taylor, Jr.
- Cleavant Derricks - James "Thunder" Early
- Obba Babatundé - C.C. White
- Deborah Burrell - Michelle Morris
- Vondie Curtis-Hall - Marty
- Tony Franklin - Wayne

## Números musicales
| Acto I - I'm Lookin' for Something – Las Hermanas Stepp - Goin' Downtown – Little Albert y los Tru-Tones - Takin' the Long Way Home – Tiny Joe Dixon - Move (You're Steppin' on my Heart) – Effie, Deena, and Lorrell - Fake your Way to the Top – Jimmy, Effie, Deena y Lorrell - Cadillac Car – Curtis, Jimmy, C.C., Marty, Effie, Deena y Lorrell - Cadillac Car (First Reprise) – Compañía - Cadillac Car (Second Reprise) – Jimmy, Effie, Deena y Lorrell - Cadillac Car (Third Reprise) – Dave y las Sweethearts - Step into the Bad Side – Curtis, Jimmy, C.C., Wayne, Lorrell, Effie, Deena y compañía - Party, Party – Effie, Curtis, Jimmy y Lorrell - I Want You, Baby – Jimmy, Effie, Deena y Lorrell - Family – Effie, C.C., Jimmy, Lorrell, Curtis y Deena - Dreamgirls – Deena, Lorrell y Effie - Press Conference / Only the Beginning – Deena, Curtis Effie y compañía - Heavy – Deena, Lorrell y Effie - Heavy (Reprise) – Deena, Lorrell, Effie y Curtis - Drivin' Down the Strip – Jimmy - It's All Over – Effie, Curtis, C.C., Deena, Lorrell y Michelle - And I Am Telling You I'm Not Going – Effie - Love, Love You, Baby! – Deena, Lorrell y Michelle | Acto II - Dreams' Medley - Deena, Lorrell, Michelle, Curtis, Jimmy y compañía - I Am Changing – Effie - One More Picture, Please – Compañía - When I First Saw You – Curtis y Deena - Got to Be Good Times – The Five Tuxedos - Ain't No Party – Lorrell y Jimmy - I Meant You No Harm – Jimmy - Quintette – Jimmy, Lorrell, Deena, C.C. y Michelle - The Rap: Jimmy Got Soul – Jimmy - Firing of Jimmy – Jimmy, Curtis, Lorrell y compañía - I Miss You, Old Friend – Les Styles, C.C., Marty y Effie - One Night Only – Effie y compañía - One Night Only (Disco Version) – Deena, Lorrell, Michelle y compañía - I'm Somebody – Deena, Lorrell y Michelle - Faith in Myself/Effie White's Gonna Win – Effie, C.C., Curtis, Wayne y Marty - Hard to Say Goodbye, My Love – Deena, Lorrell y Michelle - Dreamgirls (Reprise) – Effie, Deena, Lorrell y Michelle |

## Adaptación cinematográfica
En 2006 Warner Bros realizó una adaptación cinematográfica de este musical del mismo nombre. La historia narra el ascenso, a finales de los años 60 y principios de los 70, de un trío vocal femenino de R&B formado en Detroit, las Dreamettes (en una disimulada alusión a The Supremes del que surgió Diana Ross) producida por una despiadada compañía discográfica de música negra que abandona los ideales del movimiento de liberación afroamericana, para conseguir un sonido más comercial (en clara referencia a Motown Records. Este grupo, formado por Deena Jones (Beyoncé Knowles), Effie White (Jennifer Hudson) y Lorrell Robinson (Anika Noni Rose), participa en un concurso de talentos donde son descubiertas por un mánager llamado Curtis Taylor, Jr. (Jamie Foxx) que les ofrece trabajar junto a James Early (Eddie Murphy), un cantante destacado en esos años. El hermano de Effie, C.C.White (Keith Robinson), es el compositor de las canciones de Early y el trío. Curtis realiza algunos cambios y Deena se convierte en la cantante principal del grupo a la vez que Effie es apartada y remplazada por Michelle Morris (Sharon Leal) . El nuevo grupo llamado The Dreams con Deena a la cabeza se convierte en un éxito en todo el mundo. A pesar de eso, varios sucesos llevarán al grupo a darse cuenta de que la fama y el dinero no son lo más importante y Effie volverá a sus vidas.

## Premios y reconocimientos
| Año  | Premio             | Categoría                                          | Nominado                                                 | Resultado |
| ---- | ------------------ | -------------------------------------------------- | -------------------------------------------------------- | --------- |
| 1982 | Premios Drama Desk | Mejor Musical                                      | Mejor Musical                                            | nominado  |
| 1982 | Premios Drama Desk | Mejor guion de un Musical                          | Tom Eyen                                                 | ganador   |
| 1982 | Premios Drama Desk | Mejor Actriz en un Musical                         | Jennifer Holliday                                        | ganador   |
| 1982 | Premios Drama Desk | Mejor Actriz en un Musical                         | Sheryl Lee Ralph                                         | nominado  |
| 1982 | Premios Drama Desk | Mejor actor de reparto en un Musical               | Cleavant Derricks                                        | ´ganador  |
| 1982 | Premios Drama Desk | Mejor actor de reparto en un Musical               | Ben Harney                                               | nominado  |
| 1982 | Premios Drama Desk | Mejor Director de un Musical                       | Michael Bennett                                          | nominado  |
| 1982 | Premios Drama Desk | Mejor guion                                        | Tom Eyen                                                 | nominado  |
| 1982 | Premios Drama Desk | Mejor Equipo de Diseño                             | Robin Wagner                                             | ganador   |
| 1982 | Premios Drama Desk | Mejor Diseño de Vestuario                          | Theoni V. Aldredge                                       | nominado  |
| 1982 | Premios Drama Desk | Mejor equipo de Iluminación                        | Tharon Musser                                            | ganador   |
| 1982 | Premios Tony       | Mejor Musical                                      | Mejor Musical                                            | nominado  |
| 1982 | Premios Tony       | Mejor guion en un Musical                          | Tom Eyen                                                 | ganador   |
| 1982 | Premios Tony       | Mejor actor principal en un musical                | Ben Harney                                               | ganador   |
| 1982 | Premios Tony       | Best Performance by a Leading Actress in a Musical | Jennifer Holliday                                        | ganador   |
| 1982 | Premios Tony       | Best Performance by a Leading Actress in a Musical | Sheryl Lee Ralph                                         | nominado  |
| 1982 | Premios Tony       | Mejor actor destacado en un Musical                | Cleavant Derricks                                        | ganador   |
| 1982 | Premios Tony       | Mejor actor destacado en un Musical                | Obba Babatundé                                           | nominado  |
| 1982 | Premios Tony       | Mejor Banda Sonora                                 | Henry Krieger y Tom Eyen                                 | nominado  |
| 1982 | Premios Tony       | Mejor dirección en un musical                      | Michael Bennett                                          | nominado  |
| 1982 | Premios Tony       | Mejor coreografía                                  | Michael Bennett y Michael Peters                         | ganador   |
| 1982 | Premios Tony       | Mejor diseño escénico                              | Robin Wagner                                             | nominado  |
| 1982 | Premios Tony       | Mejor diseño de vestuario                          | Theoni V. Aldredge                                       | nominado  |
| 1982 | Premios Tony       | Best Lighting Design                               | Tharon Musser                                            | ganador   |
| 1983 | Premios Grammy     | Mejor álbum musical espectáculo                    | Mejor álbum musical espectáculo                          | ganador   |
| 1983 | Premios Grammy     | Mejor interpretación vocal de R&B femenina         | Jennifer Holliday ("And I Am Telling You I'm Not Going") | ganador   |